# Língua barai
Barai é uma língua Papua falada por 800 pessoas na Nova Bretanha Ocidental, Papua-Nova Guiné.

## Escrita
A língua Barai usa o alfabeto latino com 19 letras (Aa, Bb, Cc, Dd, Ee, Ff, Gg, Hh, Ii, Kk, Mm, Nn, Oo, Rr, Ss, Zz, Tt, Uu, Vv) e um ditongo (Ae, ae).

## Amostra de texto
Pai Nosso
Godi Asoe nuvuone kabo gufe samuamo. No ive one Akae ije aroeke. No vierafe are ro ire boeje ume igia naovo ije samuagiadufuo. Ro kuke no vierafe izege saove gufia bu kevo ijiege e ume igia kariva ije bu vame besu ijiege kenoedufuo. Ivia ire no mumaza inoedufuo ije vajuone. Ro ni izege e binobuo ise ije no giana arevo ijiege ni ise nuvuone guona arene. Ro ade no kena una vame ise ijia biesiruomo. Ro kuke ni ifejuoga no ire ise ije Setani fu kena vame nuvuone arafiruomo ijia akariakinu oenoene.

## ligações externas
- Barai em Omniglot.com

Barai em Ethnologue